# Tanjung Kelumpang
Tanjung Kelumpang is een bestuurslaag in het regentschap Belitung Timur van de provincie Bangka-Belitung, Indonesië. Tanjung Kelumpang telt 1869 inwoners (volkstelling 2010).